# Henry Jackman
Henry Jackman (Hillingdon, 1974) is een Brits filmcomponist en toetsenist.
Jackman Studeerde klassieke muziek aan de St. Paul's Cathedral Choir school, Eton College, Framlingham College en de Universiteit van Oxford. Jackman heeft aan diverse muziekproducties meegewerkt voor artiesten als Mike Oldfield, Trevor Horn, The Art of Noise, Elton John, Gary Barlow en Seal. Hij produceerde zelf ook drie soloalbums. Jackman werkt sinds 2006 bij de Remote Control Productions studio in Santa Monica in Californië. Begon daar eerst voor andere componisten mee te werken aan de filmmuziek en componeerde in 2009 zijn eerste soundtrack Monsters vs. Aliens. Jackman Speelde ook piano op de soundtrack The Holiday.

## Albums
- 2003: Utopia
- 2005: Transfiguration
- 2007: Acoustica

## Filmografie
| Jaar | Titel                               | Opmerkingen                                      |
| ---- | ----------------------------------- | ------------------------------------------------ |
| 2009 | Monsters vs. Aliens                 |                                                  |
| 2010 | Henri 4                             | met Hans Zimmer                                  |
| 2010 | Kick-Ass                            | met Ilan Eshkeri, Marius de Vries en John Murphy |
| 2010 | Gulliver's Travels                  |                                                  |
| 2011 | Winnie the Pooh                     |                                                  |
| 2011 | X-Men: First Class                  |                                                  |
| 2011 | Puss in Boots                       |                                                  |
| 2012 | Man on a Ledge                      |                                                  |
| 2012 | Abraham Lincoln: Vampire Hunter     |                                                  |
| 2012 | Wreck-It Ralph                      |                                                  |
| 2013 | G.I. Joe: Retaliation               |                                                  |
| 2013 | This Is the End                     |                                                  |
| 2013 | Turbo                               |                                                  |
| 2013 | Kick-Ass 2                          | met Matthew Margeson                             |
| 2013 | Captain Phillips                    |                                                  |
| 2014 | Captain America: The Winter Soldier |                                                  |
| 2014 | Big Hero 6                          |                                                  |
| 2014 | The Interview                       |                                                  |
| 2014 | Kingsman: The Secret Service        | met Matthew Margeson                             |
| 2015 | Pixels                              |                                                  |
| 2016 | The 5th Wave                        |                                                  |
| 2016 | The Birth of a Nation               |                                                  |
| 2016 | Captain America: Civil War          |                                                  |
| 2016 | Jack Reacher: Never Go Back         |                                                  |
| 2017 | Kong: Skull Island                  |                                                  |
| 2017 | Kingsman: The Golden Circle         | met Matthew Margeson                             |
| 2017 | Jumanji: Welcome to the Jungle      |                                                  |
| 2018 | The Predator                        |                                                  |
| 2018 | Ralph Breaks the Internet           |                                                  |
| 2019 | Io                                  | met Alex Belcher                                 |
| 2019 | Pokémon Detective Pikachu           |                                                  |
| 2019 | American Skin                       |                                                  |
| 2019 | Mosul                               |                                                  |
| 2019 | 21 Bridges                          | met Alex Belcher                                 |
| 2019 | Jumanji: The Next Level             |                                                  |
| 2020 | Extraction                          | met Alex Belcher                                 |
| 2021 | Cherry                              |                                                  |
| 2021 | Ron's Gone Wrong                    |                                                  |
| 2022 | The Gray Man                        |                                                  |
| 2022 | Strange World                       |                                                  |
| 2023 | Extraction 2                        | met Alex Belcher                                 |
| 2024 | Red One                             |                                                  |

## Overige producties

### Computerspellen
| Jaar | Titel                      | Opmerkingen |
| ---- | -------------------------- | ----------- |
| 2015 | Just Cause 3               |             |
| 2016 | Uncharted 4: A Thief's End |             |
| 2017 | Uncharted: The Lost Legacy |             |

### Televisieseries
| Jaar | Titel                             | Opmerkingen        |
| ---- | --------------------------------- | ------------------ |
| 2013 | Turbo FAST                        | met Halli Canthery |
| 2015 | The Man in the High Castle        | met Dominic Lewis  |
| 2020 | The Comey Rule                    |                    |
| 2021 | The Falcon and the Winter Soldier |                    |

### Documentaires
| Jaar | Titel                                                   | Opmerkingen |
| ---- | ------------------------------------------------------- | ----------- |
| 2009 | Monsters on a Mission: The Making of Monsters vs Aliens |             |

### Korte films
| Jaar | Titel                                                | Opmerkingen                    |
| ---- | ---------------------------------------------------- | ------------------------------ |
| 2008 | Kung Fu Panda: Secrets of the Furious Five           | met Hans Zimmer en John Powell |
| 2009 | B.O.B.'s Big Break                                   |                                |
| 2009 | Monsters vs Aliens: Mutant Pumpkins from Outer Space |                                |
| 2010 | Kung Fu Panda Holiday                                | met Hans Zimmer en John Powell |
| 2011 | Small Fry                                            |                                |
| 2012 | Puss in Boots: The Three Diablos                     | met Matthew Margeson           |

### Additionele muziek
Bij deze films heeft Jackman aanvullende muziek gecomponeerd voor andere componisten.
| Jaar | Titel                                      | Opmerkingen                        |
| ---- | ------------------------------------------ | ---------------------------------- |
| 2006 | Pirates of the Caribbean: Dead Man's Chest | voor Hans Zimmer                   |
| 2006 | The Holiday                                | voor Hans Zimmer                   |
| 2007 | Pirates of the Caribbean: At World's End   | voor Hans Zimmer                   |
| 2007 | The Simpsons Movie                         | voor Hans Zimmer                   |
| 2008 | Vantage Point                              | voor Atli Örvarsson                |
| 2008 | Kung Fu Panda                              | voor Hans Zimmer en John Powell    |
| 2008 | Hancock                                    | voor John Powell                   |
| 2009 | It's Complicated                           | voor Hans Zimmer en Heitor Pereira |

## Prijzen en nominaties

### BAFTA Awards
| Jaar | Titel                      | Categorie                | Uitslag     |
| ---- | -------------------------- | ------------------------ | ----------- |
| 2014 | Captain Phillips           | Beste filmmuziek         | Genomineerd |
| 2017 | Uncharted 4: A Thief's End | Beste computerspelmuziek | Genomineerd |